# Corte de Distrito de los Estados Unidos para el Distrito Norte de California
La Corte de Distrito de los Estados Unidos para el Distrito del Norte de California (del inglés: United States District Court for the Northern District of California) o abreviado N.D. Cal. es la Corte Federal de Distrito para el Norte de California que comprende los siguientes condados: Alameda, Contra Costa, Del Norte, Humboldt, Lake, Marin, Mendocino, Monterrey, Napa, San Benito, San Francisco, San Mateo, Santa Clara, Santa Cruz y Sonoma. El tribunal escucha los casos en sus salas de audiencias en Eureka, Oakland, San Francisco y San José. Tiene su sede en San Francisco y su actual Juez Presidente es Vaughn R. Walker.
Los casos para el Distrito del Norte de California son apelados a la Corte de Apelaciones del Noveno Circuito de los Estados Unidos (excepto para reclamos de patentes y reclamos en contra del Gobierno de los Estados  Unidos en virtud de la Ley Tucker, en la cual son apelados en el Circuito Federal). El Fiscal de los Estados Unidos para el Distrito del Norte de California representa a los Estados Unidos en las litigaciones civiles y criminales en la corte.